# گرهارد شرودر
گرهارت فریتس کورت "گِرت" شرودر (آلمانی: Gerhard Fritz Kurt "Gerd" Schröder; آلمانی: [ˈɡe:ɐ̯haʁt fʁɪts kʊʁt ˈʃʁø:dɐ] ()؛ زادهٔ ۷ آوریل ۱۹۴۴) سیاستمدار پیشین و لابی‌گر آلمانی است که از سال ۱۹۹۸ تا ۲۰۰۵ به عنوان صدراعظم آلمان خدمت کرد. وی همچنین از سال ۱۹۹۹ تا ۲۰۰۴، حزب سوسیال دموکرات را رهبری می‌کرده و از نوامبر ۱۹۹۷ تا اکتبر ۱۹۹۸، به عنوان رئیس مجلس فدرال آلمان (بوندستاگ) فعالیت می‌کرده است.
شرودر قبل از تبدیل شدن به یک سیاستمدار تمام وقت یک وکیل بود و قبل از اینکه صدراعظم شود وزیر-رئیس نیدرزاکسن (۱۹۹۰–۱۹۹۸) بود. پس از انتخابات فدرال ۲۰۰۵، که حزب او شکست خورد، و پس از سه هفته مذاکره، او از سمت صدراعظم به نفع آنگلا مرکل از حزب اتحادیه دموکرات مسیحی کنار رفت. او رئیس هیئت مدیره نوردستریم و روس‌نفت بود، اما در سال ۲۰۲۲ از سمت دوم استعفا داد و تصمیم گرفت به هیئت مدیره شرکت گاز دولتی روسیه گازپروم نپیوندد. او همچنین به عنوان یک مدیر جهانی برای بانک سرمایه‌گذاری روتشیلد، و به عنوان رئیس هیئت مدیره باشگاه فوتبال هانوفر نقش داشت.
پس از تهاجم روسیه به اوکراین در سال ۲۰۲۲، شرودر به دلیل سیاست‌هایش در قبال دولت ولادیمیر پوتین، کارش برای شرکت‌های دولتی روسیه و لابی‌گری‌اش از طرف روسیه مورد انتقاد قرار گرفت. در ۱ مارس ۲۰۲۲، کل کارکنان شرودر از جمله مدیر دفتر قدیمی آلبرشت فانک به دلیل اتحاد شرودر با روسیه و پوتین مستقیماً استعفا دادند. در ۸ مارس ۲۰۲۲، دادستان کل دادرسی مربوط به اتهامات شرودر به مشارکت در جنایات علیه بشریت را به دلیل نقش وی در شرکت‌های دولتی روسیه آغاز کرد. حزب اتحادیه خواستار گنجاندن شرودر در تحریم‌های اتحادیه اروپا علیه افرادی شد که با دولت روسیه در ارتباط هستند.
در ۹ مارس ۲۰۲۲، حزب سوسیال دموکرات اقداماتی را برای اخراج شرودر تا اوایل سال ۲۰۲۳ آغاز کرد. کمیته داوری حزب حکم داد که او هیچ‌یک از قوانین حزب را نقض نکرده است و عضو حزب باقی خواهد ماند.

## یادداشت‌ها

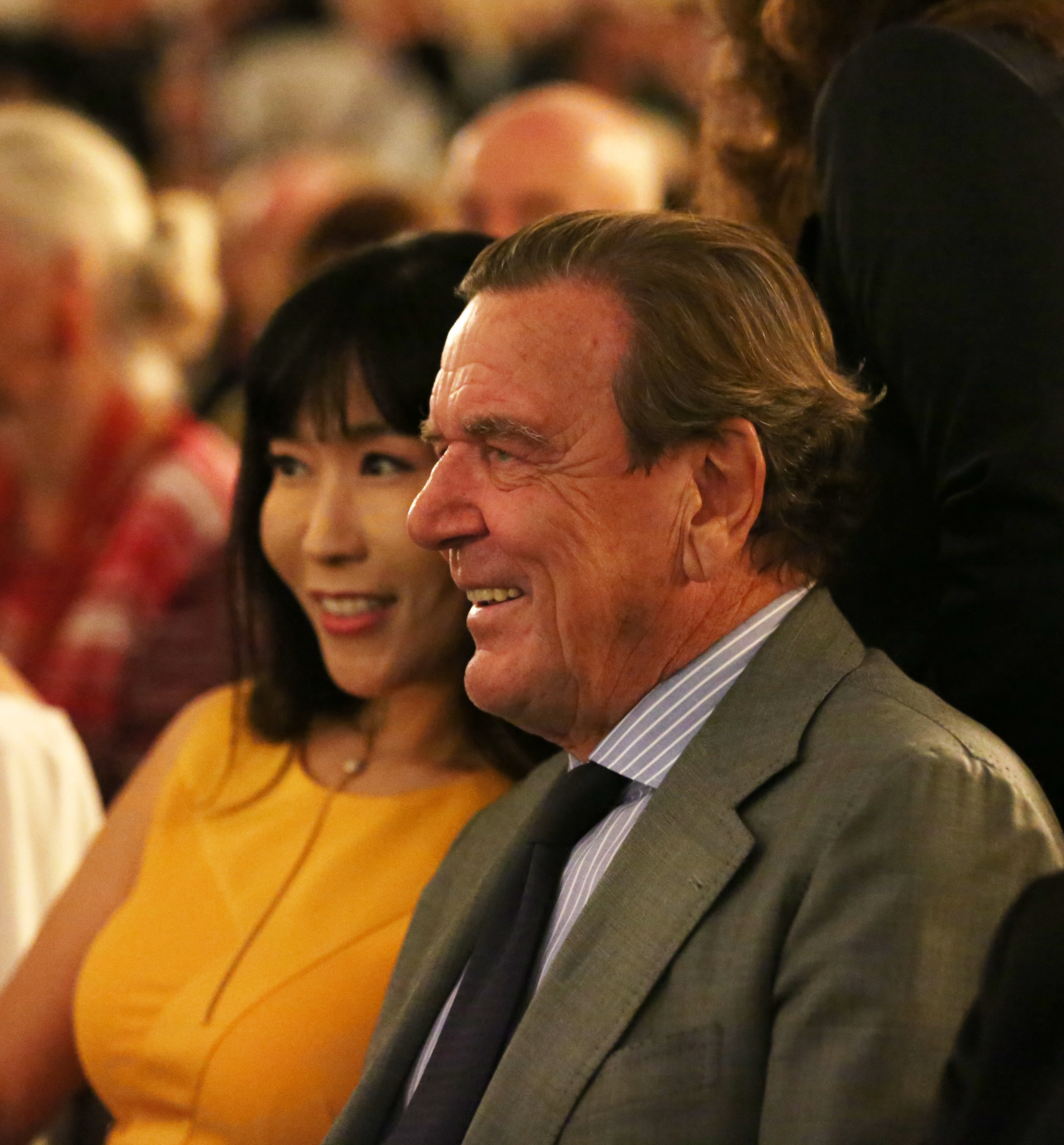
با همسرش سو-یون کیم، ۲۰۱۸

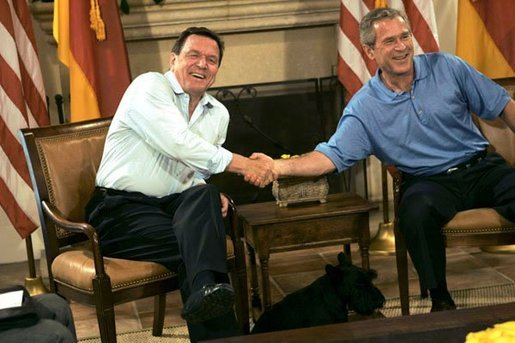
با جرج دابلیو بوش، ۲۰۰۴

## پس‌زمینه
او که از اعضای حزب سوسیال دموکرات آلمان است دولتی ائتلافی با سبزها را به پیش می‌برد. او پیش از وارد شدن به دنیای حرفه‌ای سیاست وکیلی موفق بود و پیش از رسیدن به صدراعظمی رئیس ایالت نیدرزاکسن بود.
پس از انتخابات فدرال ۲۰۰۵ حزب او در انتخابات شکست خورد و پس از سه هفته مذاکره، مقام صدراعظمی را به آنگلا مرکل از اتحادیه دموکرات مسیحی واگذار کرد.